# KPHO-TV
KPHO-TV est une station de télévision américaine située à Phoenix (Arizona) appartenant à Meredith Corporation et affiliée au réseau CBS.

## Histoire
La station a été lancée le 4 décembre 1949 par les propriétaires de la radio KPHO. Meredith Corporation a fait l'acquisition des stations KPHO le 25 juin 1952. En tant que seule station à Phoenix durant les premières trois années et demie, elle diffusait la programmation de CBS (primaire), NBC, ABC et DuMont. La programmation de NBC est allée à KTYL en avril 1953, suivi de CBS à KOOL-TV en octobre 1953, et ABC à KTVK en février 1955. KPHO est devenu indépendant lorsque DuMont a fermé ses portes en 1956, puis brièvement au réseau NTA Film Network qui a fermé ses portes en 1961.
KPHO était la seule station indépendante à Phoenix jusqu'en 1979 lorsque KNXV-TV (en) a été lancé, qui s'est affilié au réseau Fox en 1986. En 1994, il y a eu un changement d'affiliation, et KPHO s'est affilié avec CBS dès le 12 septembre 1994.

## Télévision numérique terrestre
| Canal virtuel | Image | Ratio | Programmation                          |
| ------------- | ----- | ----- | -------------------------------------- |
| 5.1           | 1080i | 16:9  | Programmation principale KPHO / CBS HD |
| 5.2           | 480i  | 16:9  | Cozi TV                                |
| 5.3           | 480i  | 16:9  | Dabl (en)                              |